# Nubische wilde ezel
De Nubische wilde ezel of steppe-ezel (Equus africanus africanus) is een ondersoort van de wilde ezel en de stamvader van de huisezel. De ondersoort is ernstig bedreigd en mogelijk uitgestorven. Een verwante ondersoort is de, eveneens bedreigde, Somalische wilde ezel (Equus africanus somalicus).

## Kenmerken
De Nubische ezel staat bekend om zijn bijzondere uithoudingsvermogen, bescheidenheid en aangename karakter. Het lichaam van de Nubische ezel is slank en mooi. Hij heeft een grote kop met smalle oren en een schouderhoogte van ongeveer 1,20m. De huidskleur varieert van zeer lichtbruin tot grijs.

## Verspreiding
Hij leeft in het noordoosten van Afrika in de bergen, halfwoestijnen, grasvlakten en in rotsachtige gebieden. Ze eten ’s nachts en vroeg in de ochtend grassen en kruiden. Tijdens de hitte van de dag rust deze ezel uit in schaduwrijke plekjes.

## Voortplanting
Mannetjes of hengsten leven alleen of in afzonderlijke groepen. Vrouwtjes en jonge dieren leven in kuddes. Deze zijn niet streng geordend en bij ruzies schoppen en bijten de dieren elkaar. Na een draagtijd van bijna een jaar houdt het vrouwtje zich met het jong enkele dagen afzijdig van de kudde, tot het veulen geleerd heeft zijn moeder te herkennen.
Abessijnse ezel ·
Albanese ezel ·
Algerijn ·
Amerikaanse mini-ezel ·
Amiata ·
Anatolische ezel ·
Andalusische ezel ·
Ane Gascogne ·
Arcadische ezel ·
Argentato di Sologno ·
Asinara ·
Asino Sardo ·
Asno Balear ·
Asno de las Encartaciones ·
Balkan ezel ·
Barockesel ·
Bourbonnais ·
Bulgaarse ezel ·
Burro ·
Castel Morrone ·
Catalaanse ezel ·
Corsicaanse ezel ·
Cotentin ·
Cyprus ezel ·
Dwergezel ·
Ellinikon ·
Fariñeiro ·
Graciosa ·
Grand Noir du Berry ·
Grigio Siciliano ·
Herzegovijnse ezel ·
Huisezel ·
Ierse ezel ·
Indische wilde ezel ·
Istarski Magarac ·
Karakacan ·
Kiang ·
L'Âne de L'Ile de Ré ·
Majorera ezel ·
Mallorcaanse ezel ·
Maltese ezel ·
Mammoth Jackstock ·
Martina Franca ·
Merzifon ·
Mirandese ezel ·
Mongoolse wilde ezel ·
Muildier/muilezel ·
Mula ·
Normandische ezel ·
Nubische wilde ezel ·
Onager ·
Pantelleria ·
Parlagi Szamár ·
Pantesco ·
Pega ·
Poitou-ezel ·
Ponui ·
Primorsko Dinarski Magarac ·
Provençaalse ezel ·
Pyrenese ezel ·
Ragusa ·
Romagnolo ·
Sardijnse ezel ·
Sjeverno-Jadranski Magarac ·
Somalische wilde ezel ·
Spotted donkey ·
Standard donkey ·
Thüringer Waldesel ·
Verbeterde Hongaarse ezel ·
Viterbese ·
Waalse ezel ·
Wilde ezel ·
Zamorano-Leonés ·
Zweedse ezel